# 艾莉安娜·迪古斯
（1986年11月1日—），又譯為「伊利亚娜·狄克鲁兹」，印度女演員。迪古斯早期大多拍攝泰卢固语的電影作品，直至2012年才正式拍攝寶萊塢電影。她首部的寶萊塢作品使她贏得印度電影觀眾奬中的最佳女新人獎。2013年《戀戀大吉嶺》，2017年《功夫瑜伽》。

## 外部連結
- 艾莉安娜·迪古斯在互联网电影资料库（IMDb）上的資料（英文）